# The Lawyer
The Lawyer is een Amerikaans rechtbankdrama geïnspireerd op waargebeurde feiten, waarin een arts beschuldigd wordt van de moord op zijn vrouw op basis van een veelbesproken en slecht uitgevoerd onderzoek. De film werd geregisseerd door Sidney J. Furie, met in de hoofdrollen Barry Newman als Tony Petrocelli, de energieke advocaat van de verdediging en Diana Muldaur als zijn echtgenote Ruth Petrocelli.

## Verhaal
Tony Petrocelli, een advocaat van Italiaanse afkomst met een Harvard-diploma op zak, heeft een praktijk in een niet nader gespecificeerd deel van het Amerikaanse zuidwesten. Hij werkt (en rijdt) aan een hels tempo, niet alleen omdat hij een ijverig pleitbezorger is voor zijn cliënten (meestal dronkenschap en andere kleine misdrijven), maar ook vanwege de enorme afstanden in de westelijke prairie die hij moet overbruggen om cliënten te ontmoeten, zaken te onderzoeken en gerechtelijke afspraken te maken.
Op een dag krijgt hij een grote zaak in de schoot geworpen wanneer hij de vraag krijgt om de jonge, welvarende arts Jack Harrison te verdedigen die ervan verdacht wordt zijn vrouw Wilma vermoord te hebben.

## Rolverdeling
| Acteur                | Personage         |
| --------------------- | ----------------- |
| Barry Newman          | Tony Petrocelli   |
| Harold Gould          | Eric P. Scott     |
| Diana Muldaur         | Ruth Petrocelli   |
| Robert Colbert        | Jack Harrison     |
| Kathleen Crowley      | Alice Fiske       |
| Warren J. Kemmerling  | sergeant Moran    |
| Booth Colman          | Judge Crawford    |
| Ken Swofford          | Charlie O'Keefe   |
| E.J. André            | F.J. Williamson   |
| William Sylvester     | Paul Harrison     |
| Jeffery V. Thompson   | Andy Greer        |
| Tom Harvey            | Bob Chambers      |
| Ivor Barry            | Wyler             |
| Melendy Britt         | Ann Greer         |
| John Himes            | Myro McCauley     |
| Ralph Thomas          | Mike Peterson     |
| Mary Charlotte Wilcox | Wilma Harrison    |
| Gene O'Donnell        | Judge Swackhammer |
| Walter Mathews        | Mr. Andre         |
| Ray Ballard           | Mr. Canon         |
| James McEachin        | Striker           |
| Robert L. Poyner      | J.C. Hornby       |

## Première
The Lawyer zou aanvankelijk in 1969 in de zalen komen, maar omdat Paramount in financiële moeilijkheden verkeerde en op de rand van een faillissement stond, ging de film pas in première op 4 februari 1970 in Boston.

## Trivia
- De film is geïnspireerd op de waargebeurde zaak van neurochirurg Sam Sheppard wiens veroordeling voor de moord op zijn zwangere vrouw door het Amerikaanse Hooggerechtshof werd vernietigd en die in 1966 in een nieuw proces werd vrijgesproken.[2]  Het personage Tony Petrocelli is gebaseerd op F. Lee Bailey, de advocaat van Sheppard.
- De hoofdrol in de film ging naar de toen relatief onbekende acteur Barry Newman nadat hij tijdens zijn auditie indruk gemaakt had op regisseur Sidney J. Furie. Dit was Newmans eerste grote rol.
- Het personage dat Barry Newman vertolkt in de televisieserie Petrocelli is gebaseerd op deze film.